# Brest (Chorwacja)
Brest – wieś w Chorwacji, w żupanii istryjskiej, w gminie Lanišće. W 2011 roku liczyła 39 mieszkańców.